# TSG Wörsdorf
Die TSG Wörsdorf ist ein Sportverein aus dem Idsteiner Stadtteil Wörsdorf mit rund eintausend Mitgliedern. Die Vereinsfarben sind Blau und Orange.

## Historie der Fußballabteilung
Die Fußballabteilung löste sich 1922 aus dem Gesamtverein als SV Wörsdorf heraus. Wie oftmals zu der Zeit üblich erwiesen sich die Turner als Bremser für die Entwicklung der Fußballabteilung. Nach dem Zweiten Weltkrieg fusionierte man jedoch wieder zu einer Turn- und Sportgemeinschaft. Sportlich war man jedoch nicht sehr erfolgreich und kam über die Kreisebene nicht heraus. Erst mit der Einweihung einer neuen Sportanlage 1980 erhielt der Fußball im Verein neue Impulse. Mit einem erfolgreichen Nachwuchskonzept gelangen dem Verein ab Ende der 1980er-Jahre mehrere Aufstiege. 1988 noch in der Kreisliga, war man 1993 bereits in der Landesliga. 2001 schaffte man sogar den Aufstieg in die Oberliga Hessen. Dieser Liga gehörte die TSG Wörsdorf bis 2010 an.

## Stadion
Der Verein spielt im Stadion Wallbacher Straße. Das Stadion fasst 3000 Zuschauer. 